# Fedőnevek
A Codenames (magyarul Fedőnevek név alatt jelent meg), ideális esetben 4 fő által játszandó asszociatív társasjáték, melyet csapatokban kell játszani. A játék 2015-ben jelent meg, tervezője Vlaada Chvátil cseh játéktervező, kiadója a Czech Games Edition. A Codenames 2016-ban elnyerte a Spiel des Jahres (Az év játéka) díjat.

## A játék
A Codenames alapötlete szerint a játékosok kémek, akik két csapatra oszlanak. Egy-egy csapatot 2-2 fő képez, de a játék 3-3 vagy több fős csapatokban is játszható. Mindegyik csapat egy kémfőnökből és kém(ek)ből áll. Az azonos csapat tagjai egymással szemben ülnek úgy, hogy mindkét csapat kémfőnöke az asztal azonos oldalán ül, a kémek velük szemben. A játék során a csapatok versengenek egymással, feladatuk, hogy a saját színükben (piros ill. kék), minél több ügynököt leplezzenek le.
A játék során 5x5-ös rácsban 25 lapot raknak le, melynek mindegyike egy-egy szót tartalmaz. A szavaknak - elvben - nincs kapcsolatuk egymással (pl. hó, virág, Atlasz, Jupiter, kincs, ház, híres, nagy, vendégség, bár, éjszaka, bohóc stb.). A kémfőnökök egy megfejtőrácsot kapnak, amelyet csak ők látnak, és amelyen a rács pozícióinak megfelelően vannak egyes szavak kékkel, mások pirossal megjelölve, akad néhány sárga mező (azok a szavak az ártatlan járókelőket jelképezik) és egy fekete mező, ami egy bérgyilkost takar. A csapatok feladata, hogy a kémfőnök irányításával, aki a megfejtőrács alapján tudja, hogy melyik ügynök (vagyis szó), tartozik az ő csapatához, "felfedjék az ügynököket", de úgy, hogy közben se a járókelőknek ne essen bajuk, és a bérgyilkos se gyilkoljon meg senkit.

### A játék menete
A most következő leírás a játékszabály rövid összefoglalása, a részletek kifejtése nélkül.
A Codenames időre zajlik, amit lehet homokórával, vagy külön a játékhoz készült okostelefon-applikációval mérni. A játék elején a kémfőnökök 3 percet kapnak, hogy a megfejtőrács alapján beazonosítsák, hogy az asztalon fekvő szavakból melyek tartoznak az ő csapatukhoz, melyek a járókelők és melyik a bérgyilkos. Majd a saját szavaik között megpróbálnak összefüggéseket keresni, és ezeket az összefüggéseket a velük szemben ülő játékostársuk tudomására hozni. Amikor úgy dönt, hogy talált összefüggést, (vagy amikor lejárt a gondolkodási ideje), akkor azt 1 szó és 1 szám formájában elmondja a játékostársának, akinek 2 perce van, hogy a szó és a szám alapján kitalálja, mely asztalon fekvő szavakról lehet szó. A kémfőnök által mondott szó nem lehet olyan, mely az asztalon látszik, de olyannak kell lennie, ami összefüggésbe hozható velük, mégpedig annyi szóval, amilyen számot mondott.
A fenti példákból kiindulva, az "ókor 2" kombináció utalhat az Atlasz és Jupiter szavakra, mivel mindkettő az ókori hiedelemvilágból ered. Ha a kém kitalálta (vagy kitalálni vélte) a két megfelelő szót, akkor rájuk mutat, és a kémfőnök - külön kommentár nélkül - letakarja őket a megfelelő színű kártyával, pirossal vagy kékkel (ha eltalálták a szót), vagy az ellenfél színével, ha véletlenül az ellenfél csapat ügynökét leplezték le, vagy sárga színűvel, ha egy ártatlan járókelő eset áldozatul, ill. a fekete színűvel, ha a bérgyilkost jelölték meg. Ez utóbbi esetben a játék azonnal véget ér, és mindkét csapat veszít.
Ha a megjelölni kívánt szavak közül az első az ellenfélhez tartozik, akkor az adott csapat már nem találgathat többet, rögtön a másik csapat jön. A csapatok felváltva követik egymást, minden játékos (kém és kémfőnök egyaránt) 2 perc gondolkodási időt kap, hogy megfelelő összefüggést találjon a még megmaradt szavak között, ill. hogy ezek alapján kitalálja, mely szavakról lehet szó. A játék akkor ér véget, ha az egyik csapat az összes ügynökét leleplezte (vagyis kitalálta az összes szót, ami az ő csapatához tartozik), vagy ha valaki a bérgyilkosra tippelt.

## Codenames-variációk

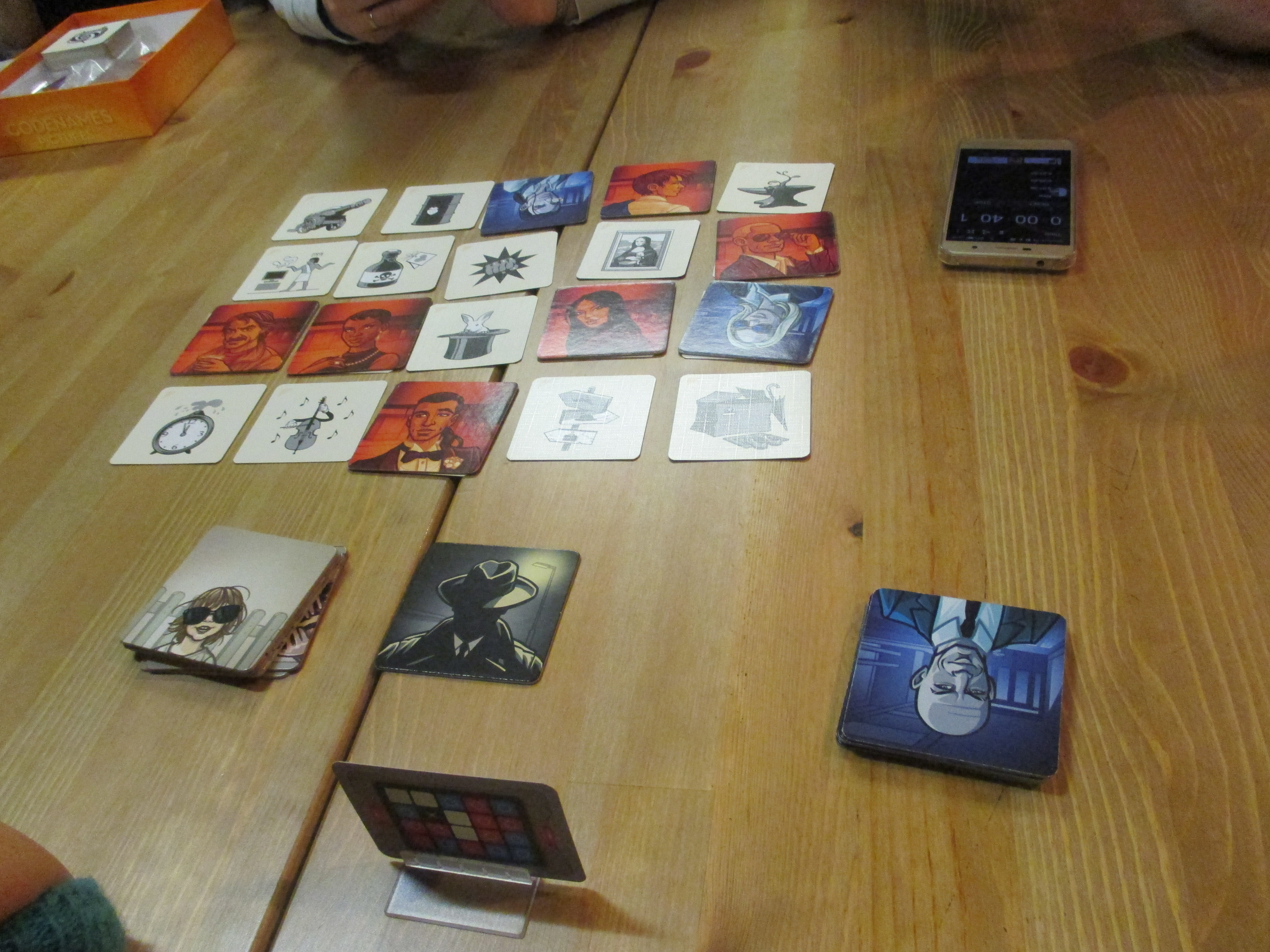
Codenames: Pictures játék közben

Codenames: Pictures, a játék sikere miatt 2016-ban megjelent változat, melynek szabályai - igen kicsi változtatással - ugyanazok, mint a Codenames-éi, de a kitalálandó kártyákon nem szavak, hanem képek találhatóak. A két csomag kártya (szavas és képes) kombinálható is egymással.
Codenames: Deep Undercover, 2016-ban megjelent változat, mely felnőtteknek szól, tekintve, hogy sok kártyán szexuális jellegű szavak találhatóak. Szintén kombinálható az eredeti szavas ill. a képes kártyákkal.
Codenames: Duet, 2017-ben megjelent változat. Az eredeti játékot sok kritika érte, hogy 2 fővel nem játszható. Ezt a hiányosságot küszöböli ki ez a verzió, melyben a két játékos kooperatív játékmódban játszik, természetesen ennek a kívánalomnak megfelelően átalakított játékszabállyal. Szintén kombinálható a szavas és képes kártyákkal.
Codenames: Marvel, 2017-ben megjelent verzió. A kártyák egyik oldalán szavak, a másik oldalán képek találhatóak, melyek mindegyike kapcsolatban van a Marvel képregények világával.
Codenames: Disney, 2017-ben megjelent verzió. A kártyák egyik oldalán szavak, a másik oldalán képek találhatóak, melyek mindegyike kapcsolatban van Disney történekkel.

## A játék sikere
A Codenames jelenleg (2017. október) 36. helyen áll a BoardGameGeek társasjáték-adatbázis "legjobb játék" örökranglistáján, melyen jelenleg több mint 84 000 játék adata található meg. A ranglistán belüli "partijáték-ranglistát" pedig vezeti.
2016-ban elnyerte a Spiel des Jahres (Az év játéka) díjat. 25 nyelven adták ki (bolgár, katalán, cseh, dán, holland, angol, filippínó, finn, francia, német, görög, izlandi, olasz, japán, koreai, lett, norvég, lengyel, portugál, román, orosz, szlovák, spanyol, svéd). Magyarul is megjelent 2016-ban Fedőnevek néven.